# L'île aux Serpents
Pour les articles homonymes, voir Île aux Serpents.
L’Île aux serpents est un parc animalier situé dans le département de la Vienne, ouvert au public depuis 1995. Il est labellisé Tourisme et Handicaps. Il a fermé ses portes définitivement en 2016.

## Historique
L'existence de l'Île aux Serpents est due à une initiative privée, celle du pharmacien de La Trimouille, petite commune du département de la Vienne. Jean- François Masset y collectionnait les reptiles. Aujourd'hui, il s'agit de l'un des premiers vivariums de France.
L'Île aux Serpents a été le premier parc labellisé "Tourisme et Handicaps" dans la Région Poitou-Charentes.
Le site est fermé depuis Août 2013. L'exploitant de l'Île aux serpents depuis 2007, la société Vert Marine, invoque une baisse continue des visites. Il la lie à la conjoncture économique et à l'éloignement du site des axes de communication et, surtout, des grands sites touristiques du département. La structure coûte cher, notamment en chauffage. La conservation des reptiles nécessite un système de soufflerie qui dépense beaucoup d'énergie. Les bâtiments ont vieilli.
Des repreneurs, Luc Fougeirol et Fabrice Thete, ont été trouvés et le site a rouvert le 19 avril 2014 après des travaux de modernisation et une refonte de la collection.

## Animaux

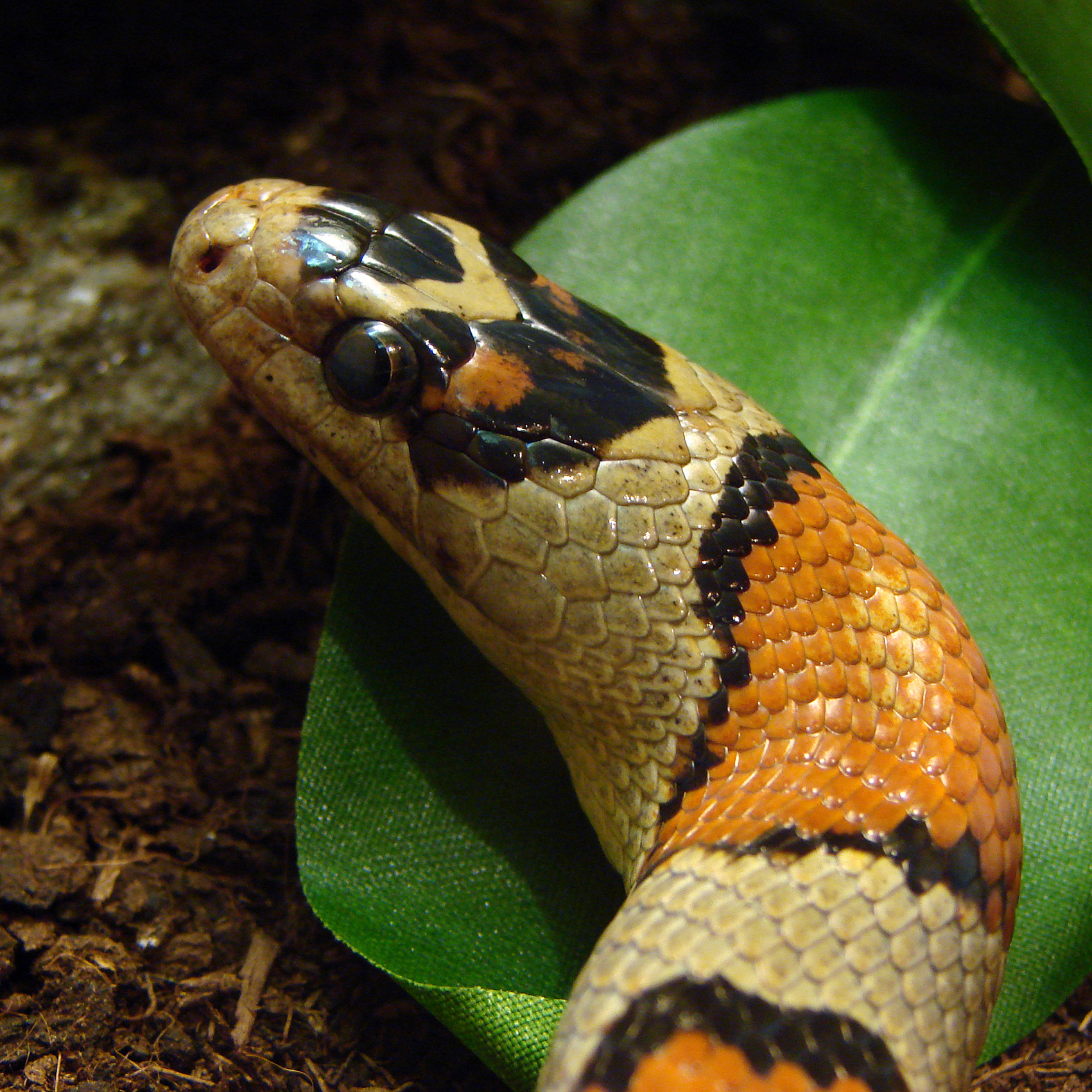
Serpent-Roi Mexicain (Lampropeltis mexicana). L'Ile aux Serpents, à La Trimouille (86)

Ce parc animalier, spécialisé dans la présentation et la reproduction de reptiles en tous genres, propose plus de 300 animaux et une cinquantaine d'espèces appartenant à différentes familles, le plus souvent rares et protégés : 
- sauriens : caméléon casqué, gecko léopard, scinque à langue bleue, agame barbu…
- ophidiens : serpent des blés, anaconda, python royal, python molure, lampropeltis getulus, elaphe obsoleta…
- chéloniens : tortue serpentine, tortue mauresque, tortue sillonnée, tortue de Floride, tortue charbonnière…
- mammifères : suricate

Ils sont présentés dans un décor tropical reconstitué. Terrarium et aquarium présentent quelques animaux étonnants.
Les repas sont donnés en public. L'objectif des équipes du vivarium est de familiariser les visiteurs avec les reptiles venus du monde entier grâce aux panneaux explicatifs, aux commentaires des guides, à la présentation d'un film pédagogique. Pour ceux qui parmi les visiteurs le désirent, il est possible de toucher les serpents sortis de leurs vivariums.